# 赤石清美
赤石 清美（あかいし きよみ、1948年4月12日 - ）は、日本の政治家。自由民主党所属の前参議院議員（1期）。厚生労働大臣政務官を務めた。

## 概要
1967年（昭和42年）、青森県立八戸工業高等学校を卒業。1970年（昭和45年）、京浜学園衛生技術学科を卒業。その後臨床検査技師として活動。
2010年（平成22年）、第22回参議院議員通常選挙に比例区から自由民主党公認で立候補し初当選した。医療技術者団体協議会を支持団体とする。
2013年（平成25年）、第2次安倍内閣で厚生労働大臣政務官に就任（2014年9月、退任）。改選となる2016年の第24回参議院議員通常選挙には立候補しなかった。
2018年4月の春の叙勲で旭日中綬章を受章する。

## 政策
- 毎日新聞の2010年参院選候補者アンケートでは「選択的夫婦別姓制度」に対し「反対」と回答した[2]。
- 「国民のための医療体制づくり」、「医療技術体制の基盤づくり」、介護従事者の待遇改善・保育施設の増設と制度改革等の「国民にやさしい国づくり」等を主張している。

## 政治資金
- 赤石の後援会「清衛会」には、平成23年度だけでパーティー収入として医療関連企業から総額294万円、日本臨床検査医師連盟から40万円などの収入があった[3]。

## 事件
2014年12月31日、午前0時50分頃、東京都台東区の路上で全裸で立っていたとの通報を受け、警視庁は赤石清美の公設秘書を名乗る男を刑法175条（わいせつ物頒布等の罪）の現行犯で逮捕。公設秘書を名乗る男は「知人と酒を飲んだ後記憶がない」と供述。男は身分を証明する物を持っていなかった。この不祥事に赤石清美は「3人の公設秘書のうち1人と連絡が取れない」とコメントしている。

## 所属団体・議員連盟
- TPP交渉における国益を守り抜く会